# Louis Quételart
Louis Quételart, né le 27 mars 1888 à Berck et mort le 19 août 1950 au Touquet-Paris-Plage, est un  architecte français de la région Nord-Pas-de-Calais.

## Biographie
Louis Léon Joseph Quételart, (ou Quételard sur son acte de naissance et de mariage) naît le 27 mars 1888 à Berck, il est le fils de Louis Robert Quételard, voilier, et de Philomène Julie Léontine Bouville, lingère.
D'origine modeste, à l'âge de 14 ans, il entre, dans l'un des trois cabinets d'architecte berckois, le cabinet Gaston Bellêtre, spécialisé dans la construction de résidences balnéaires. Il poursuit sa formation dans l'entreprise Charbonnier à Berck. À 19 ans, il devient collaborateur dans l'agence d'Albert Pouthier à Paris-Plage, qui construit des résidences balnéaires de luxe au Touquet. Il y fait rapidement ses preuves et devient chef de projet. Il apprend le métier d'architecte sur le terrain mais n'en a pas le diplôme.
Le 2 octobre 1911, il épouse Julia Célanie Marguerite Dacquet, née le 27 mars 1890, berckoise d'origine. L'architecte Albert Pouthier est témoin et ami du marié. Ils ont cinq enfants, trois filles, Jeannine et Lucile, nées à Berck, et Colette, née à Béthune, et deux garçons, Louis Michel né le 2 septembre 1924 né au Touquet-Paris-Plage et Pierre Louis né le 18 août 1927 au Touquet-Paris-Plage, qui deviendront architectes formés à l'École des beaux-arts de Paris.
Il meurt le 19 août 1950, au Touquet-Paris-Plage, d'une maladie pulmonaire qui l'a handicapé toute sa vie et est inhumé dans le cimetière de la commune.

## Carrière professionnelle
En 1913, le couple achète les lots no 174 et 175 secteur N de la cinquième zone au Touquet-Paris-Plage pour construire ses deux premières villas, Mon Chaume et Nine, respectivement no 134 et no 146 boulevard Daloz.
En 1914, il est mobilisé pour la Première Guerre mondiale; sa santé fragile le cantonne dans les bureaux, d'abord à Marseille-en-Beauvaisis puis, souhaitant se rapprocher de sa famille, il est muté à la gare régulatrice de Boulogne-sur-Mer, jusqu'à sa démobilisation en 1919.
Après la Première Guerre mondiale, Louis Marie Cordonnier, ayant croisé et apprécié Louis Quételart au Touquet-Paris-Plage, lui propose de s'associer avec Pierre Ragois (d), dans le cadre des reconstructions des régions libérées, ce dernier usant de sa qualité d'architecte diplômé du gouvernement et Louis Quételart de ses connaissances de la région et des entreprises locales.
Fin 1919, ils installent leur agence au no 15 de la place du Marché-aux-chevaux à Béthune. Pierre Ragois, fort occupé par ses travaux parisiens, fait appel, moins d'un an plus tard, à un jeune architecte diplômé, André Pavlovsky pour compléter l'équipe et finalement le remplacer.
Le cabinet, pour la coopérative du secteur 9, intervient sur les reconstructions d'Annezin, Vieille-Chapelle, Méteren, Rouvroy et  La Gorgue.
En 1923,  il construit la villa Pomme d'Api, angle nord-est des rues de Moscou et Saint-Louis, d'abord résidence secondaire et petit bureau pour recevoir les clients du Touquet-Paris-Plage ; le principal des études de villas est réalisé à Béthune.
En 1925, la construction de la villa Les Mutins, angle sud-ouest du boulevard Daloz et de la rue Raymond-Lens, permet l'installation définitive de la famille au Touquet-Paris-Plage.
En 1926, l'association Quételart et Pavlovsky se termine, Louis Quételart garde un petit local sur Béthune pour l'apurement des chantiers.
Il est élu membre titulaire de la société académique du Touquet-Paris-Plage le 23 août 1926.
En 1930, le cabinet compte une dizaine de collaborateurs. Il est l'auteur de nombreux édifices, parmi lesquels une centaine de villas au Touquet-Paris-Plage dont une vingtaine figure à l'inventaire général du patrimoine culturel, voire au titre des monuments historiques.
Au moment de l'exode de mai 1940, il envoie sa famille se réfugier dans le département du Lot, à Montfaucon dans la famille Bergounioux. Il reste au Touquet-Paris-Plage pendant la guerre et, se trouvant à Paris le jour de l'arrestation du maire du Touquet-Paris-Plage, le docteur Jules Pouget, juge plus prudent de rester à Paris jusqu'à la Libération.
Ayant participé activement à la création de l'ordre des architectes par son implication de longue date dans les syndicats professionnels, il est nommé, le 5 août 1941, architecte agréé pour la reconstruction sous le no 1624. Il est membre de l'union syndicale des architectes français et de la société régionale des architectes du Nord de la France.
Les dernières années de sa vie sont marquées par deux bâtiments qui sont devenus emblématiques du Touquet-Paris-Plage, le plongeoir de la piscine et phare du Touquet achevé après sa mort.

## Le «style Quételart»
Louis Quételart a inventé le « style touquettois moderne » caractérisé par de vastes toitures, des doubles pignons, des retombées d'arcs sans piédroits, des oculi… Son style a tant marqué qu'on parle de « villa Quételart ». Dès l'année 1929, le magazine L'Illustration lui consacre plusieurs pages à l'occasion d'un article rédigé par Léandre Vaillat ayant pour objet les villas, chaque dessin ou photographie de villa étant assorti de son plan masse.
Il est également l'auteur des bancs publics verts et blancs, de chaque côté desquels sont intégrées des jardinières et que l'on retrouve sur la digue et dans toutes les avenues en forêt.
La quantité et la qualité de ses constructions, l'intérêt de ses écrits, la diffusion de ses projets au travers des revues et publications d'architecture font de lui une figure de l'architecture régionale en France.

## Principales réalisations

### Au Touquet-Paris-Plage

#### Des bâtiments publics

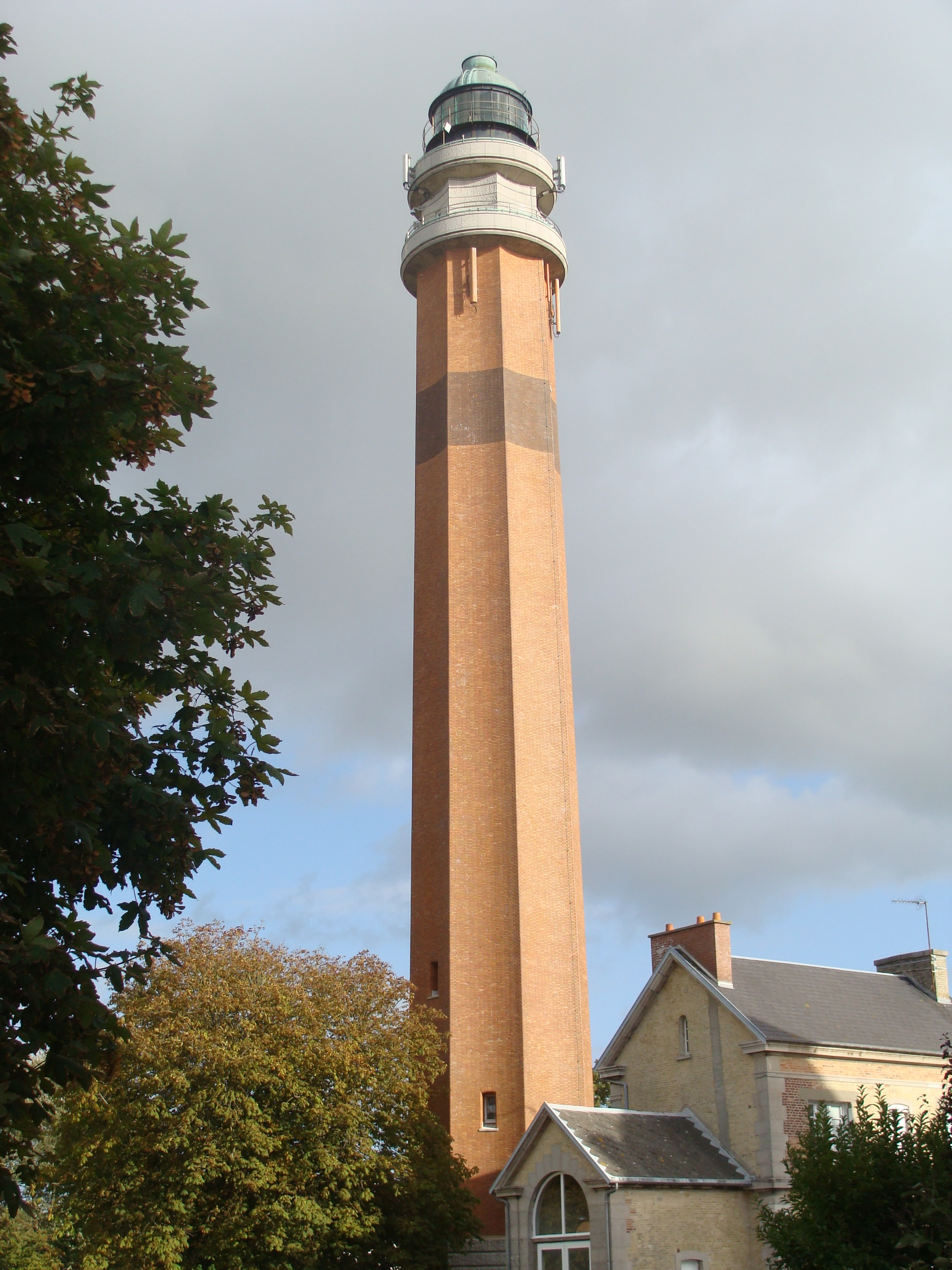
Le phare de la Canche.

- Le bâtiment de l'aéroport, construit en 1936[RK 1]. L'aérogare est le seul bâtiment public dont Louis Quételart fut l'architecte[M 1],[13].
- Le cinéma Le Normandy, construit en 1927, rue Saint-Jean[RK 2],[M 2]. Il remplaça le précédent hôtel de voyageurs du même nom qui avait brûlé.
- Le phare de la Canche, également appelé phare du Touquet, construit de 1946 à 1949[RK 3],[RK 4],[M 3],[14],[15].
- Le nouveau plongeoir de la piscine, construit en 1948[RK 5],[M 4],[16].
- L'hôtel Scampolo construit en 1926-1929[17] au 2, rue Léon-Garet[RK 6] par l'entreprise Delcourt Frères[M 5],[18].
- Le pavillon pour magasin de tabac et librairie, puis restaurant, place de l’Hermitage, construit en 1927[RK 7] par l'entreprise Delcourt Frères[M 6].
- le magasin Galeries du Ménage (1927), rue de Paris[RK 7],[19],[20].
- le Casino de la Forêt, construit en 1949 place de l'Hermitage[RK 8].

#### Un très grand nombre de villas

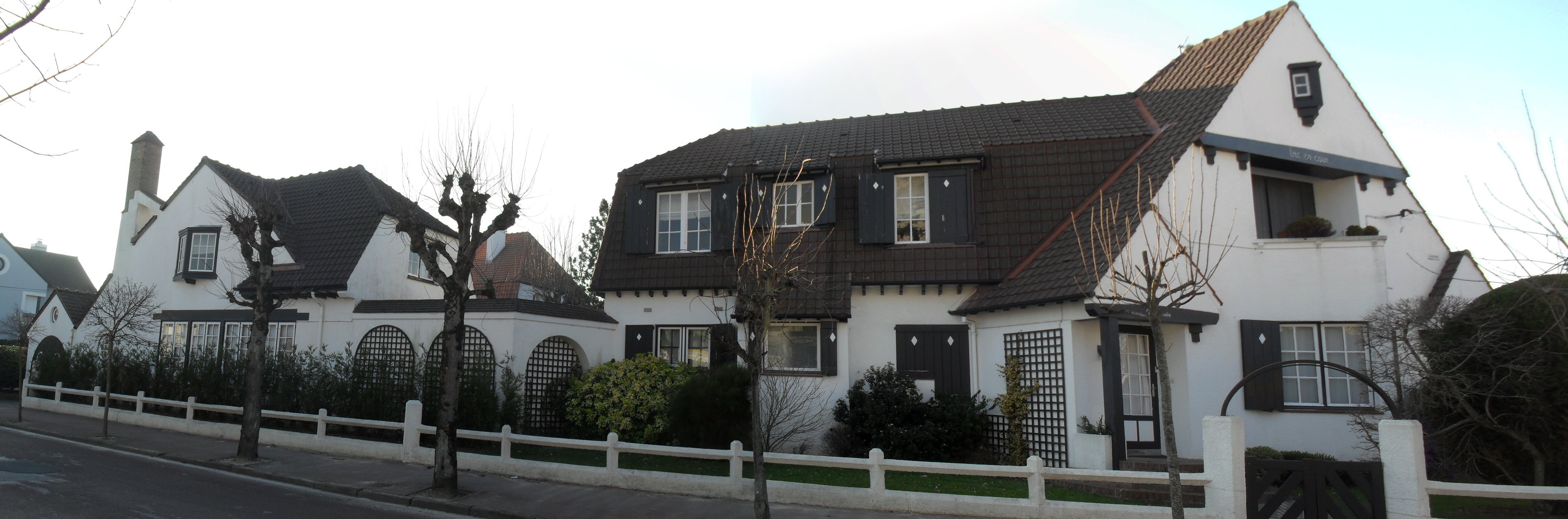
Villa Bic en Coin.

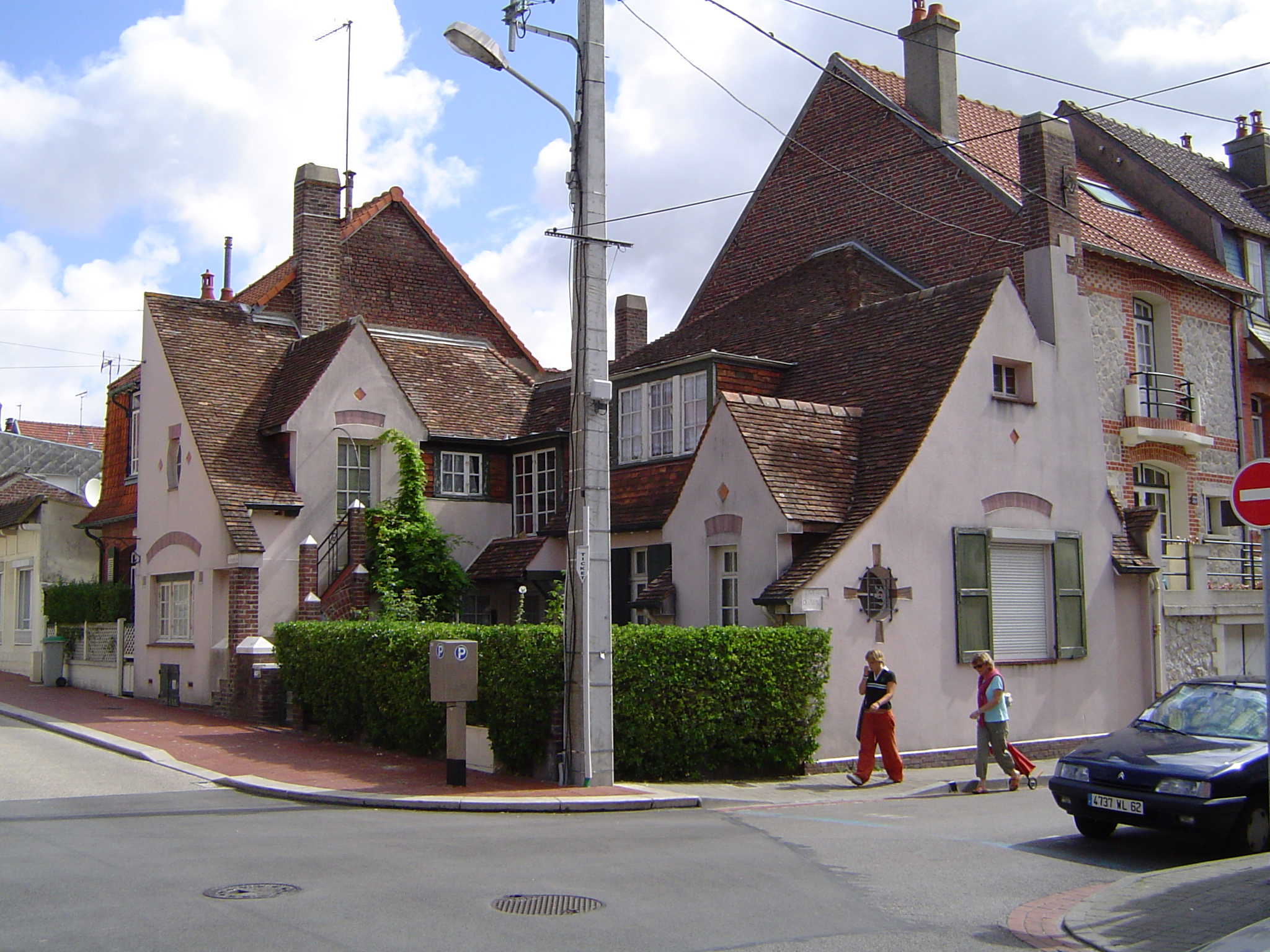
Villa Pomme d'Api.

- 50° de Latitude Nord, construite en 1930[RK 9], avenue de l'Atlantique[21].
- Les Bécots, construite en 1926[RK 10].
- Bécassine, construite en 1926, avenue de l'Atlantique[RK 10],[RK 11],[11].
- Bic en Coin, construite en 1926 au 8, rue Joseph-Duboc, à l'angle de l'avenue des Phares et de l'avenue des  Trois-Martyrs[RK 12], inscrite à l'inventaire des monuments historiques depuis 1997[22],[M 7],[23].
- Cendrillon, construite en 1927 au no 2, boulevard Daloz[RK 13],[11],[M 8].
- Chat Perché, construite en 1927, avenue des Genêts[RK 14],[11],[M 9].
- Chiffonette, construite en 1927, avenue des Trois-Martyrs[RK 10],[RK 11].
- Clairoix, construite en 1926 au 1, rue de Desvres[RK 13],[RK 15],[RK 16],[M 10],[24].
- Cri-Cri, construite en 1926[RK 10].
- Datcha, construite en 1926, avenue des Troënes[RK 17].
- Didy, construite en 1924[RK 10].
- Fadette, construite en 1912 au 19, rue du Sémaphore. C'est la première réalisation de Louis Quételart. Elle était destinée à être la résidence de la famille, mais elle trouve un acheteur avant même d'avoir été terminée. Cette villa, située rue du Sémaphore, est débaptisée quelques années plus tard et devient La Pigeonne[RK 18].
- Fair Way, construite en 1929, avenue Maxence-Van-der-Meersch, pour Allen Stoneham[RK 19]. Rebaptisée La Maison dans le Dune, puis The Sandhill, ce fut la dernière demeure de l'écrivain Maxence Van der Meersch[M 11]. On peut lire sur la façade l'inscription : A achevé ici sa brève existence le 14 janvier 1951, à la recherche du vrai[25].
- Fiordaliso, construite en 1926, avenue des Genêts[RK 17].
- Flabeau Ninove, construite en 1926 au 2, avenue de la Pérouse[M 12].
- La Floride, construite en 1927, avenue Fernand-Recoussinne. Les propriétaires, Jacques et Françoise Meyer, y accueillent au mois d'août 1933 leur ami Maurice Ravel[RK 19].
- Les Focettes, construite en 1926, 4 boulevard Daloz[RK 10].
- L'Heure Espagnole, construite en 1928, 65, avenue du Paradis-Thérèse, pour Maurice Colrat[RK 14],[M 13],[26].
- L'Hirondelle, construite en 1924, boulevard d'Artois[RK 10].
- Jacqueline, construite en 1924, 74 rue Saint-Louis[RK 10].
- J'aime ça, construite en 1924[RK 10].
- Jalna, construite en 1950, 37 boulevard Daloz[RK 20].
- Jeanicole, construite en 1926[RK 10].
- Lou Cigalou, construite en 1924 au 11 avenue de Quentovic[RK 10].
- Ma coquille, construite en 1926, avenue Jules-César[RK 10].
- Ma Ouik, construite en 1925, avenue des Genêts[RK 10],[RK 21],[11].
- Marcellou, construite en 1924, avenue de Montreuil[RK 17].
- Melki, construite en 1924, allée des Mésanges[RK 10].
- Misskiri, construite en 1923[RK 10].
- Mon Chaume, construite en 1913 au 144, boulevard Daloz. C'est la deuxième villa conçue par Louis Quételart. Il la finance à la suite de la vente de Fadette, et elle aussi est vendue très vite[RK 18],[RK 22].
- Mon Pigeon, construite en 1929, 79 boulevard Daloz[RK 10],[RK 11].
- Le Muguet, construite en 1927[RK 10].
- Les Mutins[10],[11], construite en 1925 pour lui-même à l'angle du boulevard Daloz (78) et de la rue Raymond Lens (68) : ce fut sa seconde habitation principale (après la villa Pomme d'Api) et son agence. Cette villa est caractéristique du style Quételart par ses deux pignons accolés. Ces deux pignons forment, du côté de la rue Raymond Lens, un "M" qui sera le logo du cabinet de Louis Quételart. Cette villa est restaurée suivant sa couleur bleue d'origine.  Inscrit MH (1997)[27],[M 14],[RK 23],[28].
- Narcisse Bleu, construite en 1926, rue Léon-Garet[RK 10].
- Nine, construite en 1913 au 146, boulevard Daloz. Après avoir conçu Fadette et Mon Chaume, Louis Quételart peut enfin s'installer dans cette villa qu'il vient de faire construire[RK 18],[RK 22].
- Les Oberlé, construite en 1925, avenue de Quentovic[RK 10],[RK 11].
- L'Outarde, construite en 1923, avenue Dorothée[RK 10],[RK 11].
- Peggy, construite en 1924, avenue du Nord[RK 10],[RK 24],[11].
- Phébé, construite en 1930, avenue du Paradis-Thérèse[RK 25].
- Les Phalènes, construite en 1927, avenue Raymond-Lens[RK 10].
- La Pigeonne, construite en 1926 au 23, rue du Sémaphore[RK 10],[11].
- Pigeon vole, construite en 1926, 62 rue Saint-Louis[RK 10].
- Pige-vent, construite en 1928, avenue de l'Atlantique[RK 25],[29].
- Les Pingouins, construite en 1926, rue d'Arras[RK 10].
- Plume au vent, construite avant 1930, avenue des Genêts[RK 11].
- Pomme d'Api, construite en 1923 au 65, rue de moscou pour lui-même : ce fut sa première habitation et agence. Il quittera cette villa en 1925 pour la villa Les Mutins. Inscrite à l'inventaire des monuments historiques depuis 1997[30],[M 15],[RK 26],[31].
- Les Pommiers, construite en 1929, avenue de l'Hippodrome[RK 13],[RK 27].
- Poppy, construite en 1923, avenue de la Reine-Victoria[RK 28].
- La Prairie, construite en 1928, avenue du Golf[RK 29],[RK 30],[M 16].
- Ric et Rac, construite en 1930, avenue de Montreuil[RK 27].
- Ruidendo, construite en 1950[RK 20].
- Scarabée puis Pretty Cottage construite en 1928, 39 avenue du Paradis-Thérèse[RK 14]. Cette villa doit son nom à la forme des tuiles vernissées vertes qui la couvraient. Inscrite à l'inventaire des monuments historiques depuis 1997[32],[M 17].
- Tontaine, construite en 1926, 23 rue du Sémaphore[RK 10].
- Les Trois Cailloux, construite en 1933 par l'entreprise Delcourt Frères au 84, boulevard Daloz et ainsi nommé car les propriétaires habitaient rue des Trois-Cailloux à Amiens[33],[34].
- Venvole, construite en 1926, avenue du Paradis-Thérèse[RK 14],[11],[10].
- Week-end, construite en 1926[RK 25].

### Autres réalisations dans le Nord de la France
- École, mairie et église de Méteren avec André Pavlovsky, 1920-1927.
- Église de Vieille-Chapelle avec André Pavlovsky, 1925.
- Église paroissiale de l'Assomption-de-la-Sainte-Vierge à Fort-Mahon-Plage[M 18].
- Villa Énigme, construite en 1924[RK 17].
- Vert Coteau et La ferme d'amour en face à Inxent[35].
- Villa Clairbois, Rambouillet, inscrite au titre des monuments historiques depuis 2018[36].

L'église de Méteren.
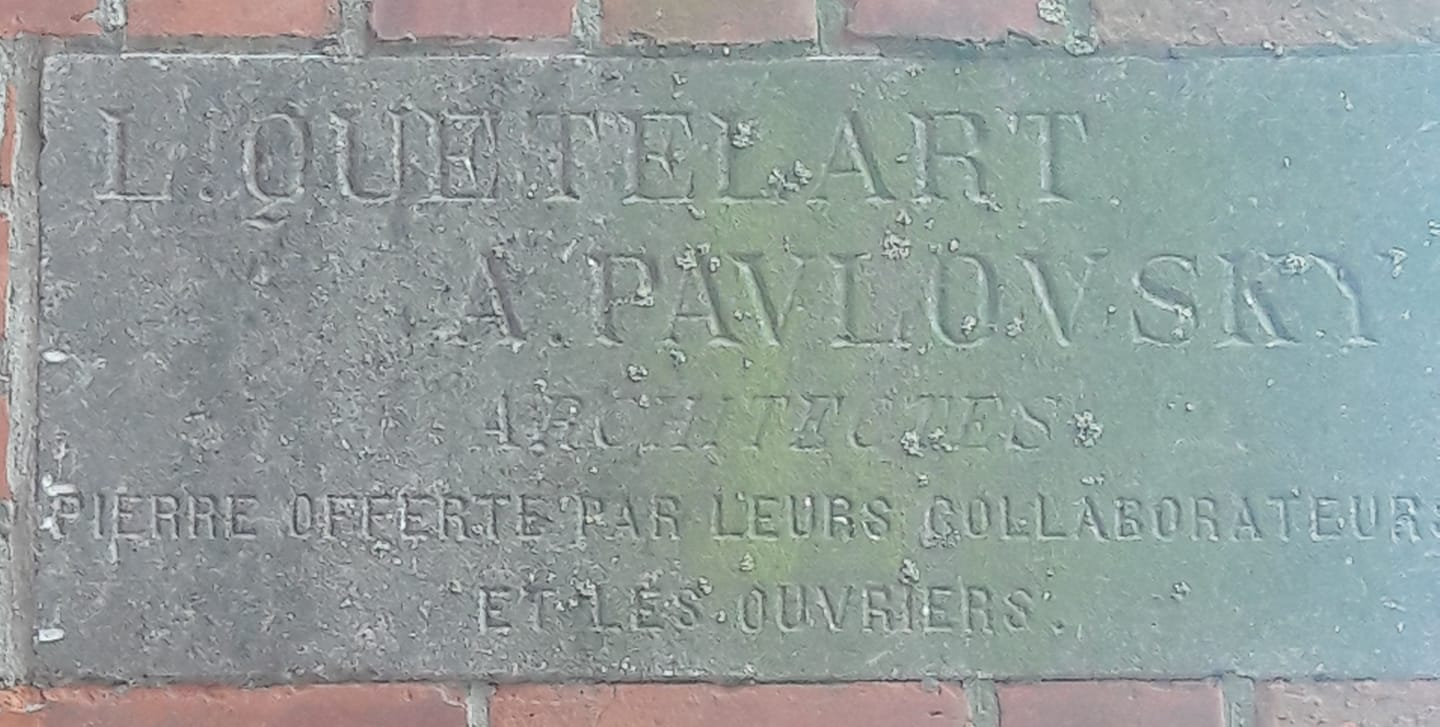
La plaque sur l'église de Meteren.

## Hommage

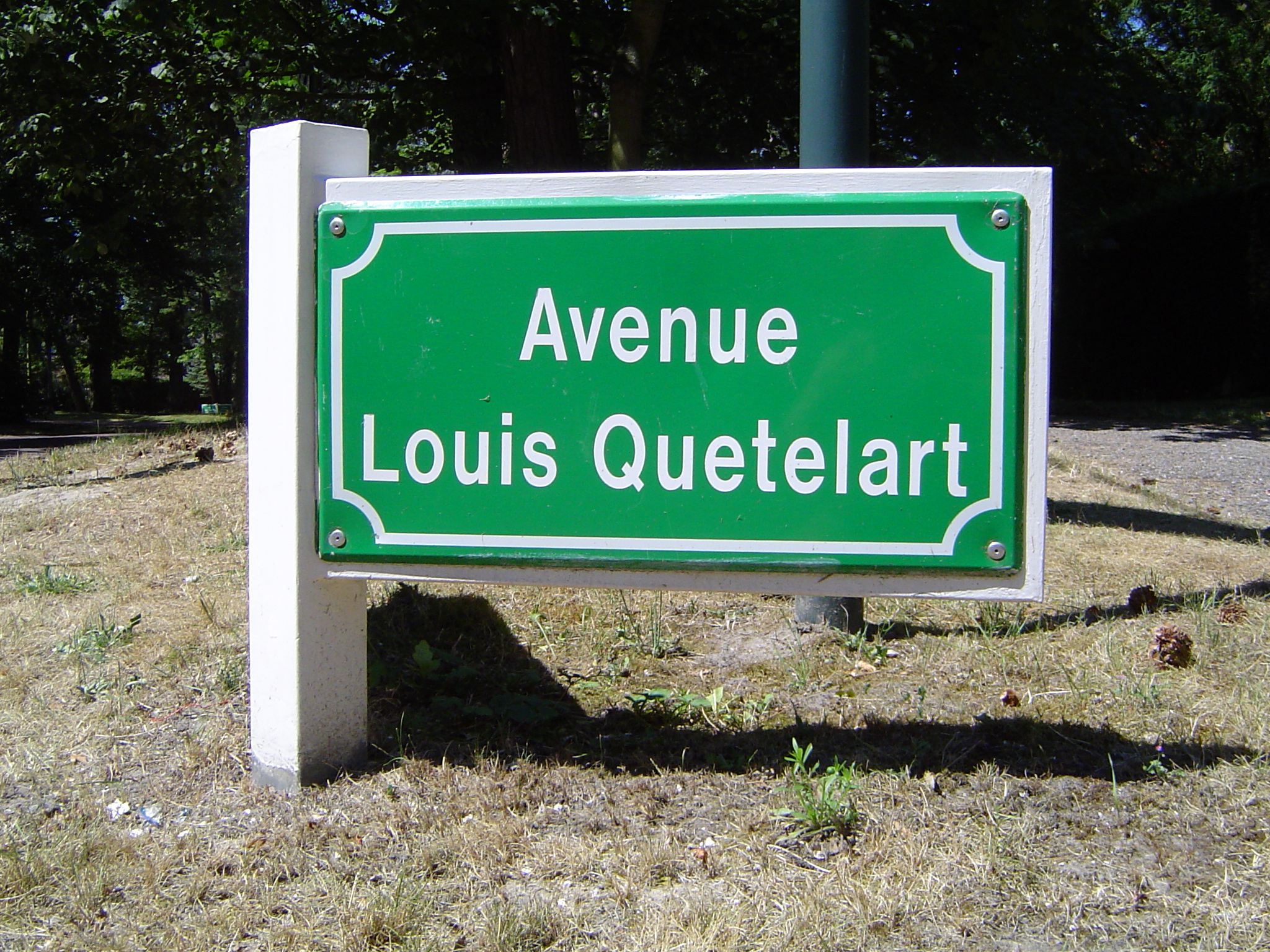

La municipalité du Touquet-Paris-Plage lui rend hommage en donnant son nom à une avenue comprise entre les avenues François-Godin et de la Dune aux Loups, l'avenue Louis-Quételart.

## Distinction
Pour son travail, lors de l'exposition de Paris, en 1937, Louis Quételart est nommé chevalier de la Légion d'honneur le 31 octobre 1938.

## Publications
Louis Quételart publie en 1930 l'ouvrage Regards sur le Touquet (24 pages).
En 1931, il préface l'ouvrage L'architecture au Touquet qui rend hommage aux architectes du Touquet et publie de très belles photos des monuments et villas de l'époque.
En 1933, L'Architecture dans le Nord de la France T. II, Œuvres des architectes A. Houdaille, Roger Poye, L. Quételart, A. Franche, R. Pruvost, Y. et A. Barbotin, Édition : Strasbourg : [s.n.], 1933.
En 1938, Quelques réalisations architecturales, Société française des éditions d'art.
En 1946, L'architecte, cet inconnu, Auguste Perret en ayant composé la préface.

### Ouvrage de Richard Klein
1. ↑  p. 92-95.
2. ↑  p. 78-81.
3. ↑  p. 96.
4. ↑  p. 102-105.
5. ↑  p. 106-107.
6. ↑  p. 82-85.
7. 1 2  p. 75-77.
8. ↑  p. 99-100.
9. ↑  p. 62-64.
10. 1 2 3 4 5 6 7 8 9 10 11 12 13 14 15 16 17 18 19 20 21 22 23 24 25 26  p. 33.
11. 1 2 3 4 5 6  p. 37.
12. ↑  p. 57-60.
13. 1 2 3  p. 50-55.
14. 1 2 3 4  p. 44-49.
15. ↑  p. 121.
16. ↑  p. 124.
17. 1 2 3 4  p. 56.
18. 1 2 3  p. 11.
19. 1 2  p. 60-61.
20. 1 2  p. 98.
21. ↑  p. 36.
22. 1 2  p. 12-15.
23. ↑  p. 41-43.
24. ↑  p. 35.
25. 1 2 3  p. 57.
26. ↑  p. 38-40.
27. 1 2  p. 122-123.
28. ↑  p. 33-35.
29. ↑  p. 65-67.
30. ↑  p. 74.

### Inventaire général du patrimoine culturel
1. ↑  Notice no IA62000192.
2. ↑  Notice no IA62000148.
3. ↑  Notice no IA62000158.
4. ↑  Notice no IA62000151.
5. ↑  Notice no IA62000142.
6. ↑  Notice no IA62000199.
7. ↑  Notice no IA62000160.
8. ↑  Notice no IA62000144.
9. ↑  Notice no IA62000167.
10. ↑  Notice no IA62000134.
11. ↑  Notice no IA62000187.
12. ↑  Notice no IA62000132.
13. ↑  Notice no IA62000184.
14. ↑  Notice no IA62000155.
15. ↑  Notice no IA62000153.
16. ↑  Notice no IA62000188.
17. ↑  Notice no IA62000166.
18. ↑  Notice no IA80001271.

### Autres sources
1. ↑  « naissance n° 37 sur état civil de Berck », sur le site des archives départementales du Pas-de-Calais (consulté le 25 juillet 2019), p. 385/1663.
2. 1 2 3 4 5 6 7 8  
Société académique du Touquet-Paris-Plage, mémoires de la Société académique du Touquet-Paris-Plage 2011-2013 : Cent-cinquième à cent-septième année, I.H. 62170 Montreuil, 169 p. (ISSN 1273-6384), p. 131 à 145, écrits de Frédéric Quételard.
3. ↑  « acte de mariage n°59 », sur archivesenligne.pasdecalais.fr (consulté le 20 mars 2019)
4. ↑  Louis Michel Quételart, en ligne sur AGORHA .
5. ↑  « recensement du Touquet-Paris-Plage 1926 », sur archivesenligne.pasdecalais.fr (consulté le 23 juillet 2019), p. 49/112.
6. ↑  Pierre Louis Quételart, en ligne sur AGORHA .
7. ↑   Pierre Ragois sur AGORHA.
8. ↑  
« Fiche d'histoire no 9 - Patrimoine, Louis Quételart, Pierre Ragois et André Pavlovsky : les  architectes des bâtiments publics et religieux de Méteren » (consulté le 30 décembre 2011).
9. 1 2  Société académique de Paris-Plage, Mémoires de la Société académique de Paris-Plage 1923 à 1931 : dix-huitième à vingt-sixième année, Montreuil, L. Delambre-Deroussent, 1923, 34 p., p. 26.
10. 1 2 3  La Construction moderne, no 27 du 1er avril 1928, p. 313 à 324 en ligne .
11. 1 2 3 4 5 6 7 8 9  L'Illustration, villa illustrée dans le no 4491 du 30 mars 1929 consacré à La Maison.
12. ↑  « Louis Quételart, architecte au Touquet Paris-Plage par Richard Klein », 2015 (présentation en ligne).
13. ↑  « Aérogare », sur PSS-Archi (consulté le 11 avril 2024).
14. ↑  Dans les dossiers cotés F/14/19874 et F/14/19875, les Archives nationales conservent la candidature de Louis Quételart, ainsi que ses correspondances et ses plans utilisés pour la construction du nouveau phare de la Canche.
15. ↑  « Phare de la Canche », sur PSS-Archi (consulté le 11 avril 2024).
16. ↑  « Piscine marine », sur PSS-Archi (consulté le 11 avril 2024).
17. ↑  La Construction moderne, 19 août 1928.
18. ↑  « Ancien hôtel de voyageurs Scampolo », sur PSS-Archi (consulté le 11 avril 2024).
19. ↑  
« Le 103 », sur PSS-Archi (consulté le 11 avril 2024).
20. ↑  Article de son auteur, L'Architecture moderne, Cliché et p. 314.
21. ↑  
Gilles Pudlowski, « Le Touquet, c'est branché ! », 6 juillet 2010 (consulté le 20 juillet 2022).
22. ↑  « Villa Bic en coin », notice no PA62000024.
23. ↑  « Villa Bic en Coin », sur PSS-Archi (consulté le 11 avril 2024).
24. ↑  « Villa Clairoix », sur PSS-Archi (consulté le 11 avril 2024).
25. ↑  « Villa Sandhill », sur PSS-Archi (consulté le 11 avril 2024).
26. ↑  « Villa L'Heure Espagnole », sur PSS-Archi (consulté le 11 avril 2024).
27. ↑  « Villa Les Mutins », notice no PA62000023.
28. ↑  « Villa Les Mutins », sur PSS-Archi (consulté le 11 avril 2024).
29. ↑  La construction moderne, 16 mars 1930, p. 365.
30. ↑  « Villa Pomme d'Api », notice no PA62000022.
31. ↑  « Villa Pomme d'Api », sur PSS-Archi (consulté le 11 avril 2024).
32. ↑  « Villa Pretty Cottage », notice no PA62000025.
33. ↑  Patricia Crespo, tome II, p. 24.
34. ↑  « 84, boulevard Daloz », sur PSS-Archi (consulté le 11 avril 2024).
35. ↑  Antony Goissaud, « La villa Vert Coteau à Inxent (Pas-de-Calais) », La Construction moderne : journal hebdomadaire illustré,‎ juillet 1932, p. 649-658
36. ↑  « Villa Clairbois », notice no PA78000037.
37. ↑  L'Architecture au Touquet, édité par Editions M. Popinot - Imprimerie F. Paillart, Abbeville, 1931. Préface de L. Quételart, exergue de Maurice Verne et 96 photographies reproduites en héliogravure, dont 4 dépliantes : L'hôtel de ville, la poste, la piscine marine, le Royal Picardy, le tennis, les villas. Réalisés par Boissel, Bical, Quételart, Molinié, Nicod, Bérard.
38. 1 2  Catalogue des données BnF en liens externes.
39. ↑  L'architecte, cet inconnu .

## Pour approfondir